# Mockingbird Lane
Mockingbird Lane ist ein US-amerikanischer Fernsehfilm von Bryan Singer aus dem Jahr 2012. Von Bryan Fuller als Pilotfilm einer Neuauflage der 1960er-CBS-Serie The Munsters geplant, wurde die Horrorkomödie am 26. Oktober 2012 als Halloween-Special bei NBC gezeigt. Eine Fortsetzung als Fernsehserie wurde vom Sender im Dezember 2012 abgelehnt. In den Hauptrollen sind Jerry O’Connell, Portia de Rossi, Eddie Izzard, Mason Cook und Charity Wakefield zu sehen.

## Handlung
Das Special beschreibt das tägliche Leben der gutartigen Familie Munster. Sie besteht aus dem Ehepaar Herman Munster (ein Frankensteins Monster / Zombie) und Lily Munster (ein Vampir). Lilys Vater, (Opa) ist auch ein Vampir. Und lebt mit ihnen. Herman und Lily haben einen Sohn, Eddie, der im Laufe des Specials erfährt, dass er ein Werwolf ist, und ihre Nichte, Marylin, lebt ebenfalls bei ihnen. Es werden auch die Ursprünge der Familie Munster aufgezeigt.

## Hintergrund
Die Neuauflage wurde von Bryan Fuller geschrieben und produziert und wurde als einstündiges Drama mit spektakulären Effekten angekündigt. In der Pilotfolge werden die Wurzeln der Munsters erkundet, wobei der Stil der Folge eine gewollt dunklere Atmosphäre erhielt, ohne den Humor dabei zu vergessen. Bei den Kostümen wurden starke Veränderungen vorgenommen, um die Protagonisten „menschlicher“ erscheinen zu lassen.
NBC bestätigte 2011, dass sie eine Pilotfolge zu einer Neuauflage der „The Munsters“ in Auftrag gegeben hatten. Im Januar 2012 gaben sie bekannt, dass diese unter dem Titel Mockingbird Lane, laufen würde, in Anlehnung an die Adresse der original Munsterfamilie, welche ebenfalls auf der Mockingbird Lane 1313 lebten.
Am 11. Oktober 2012 gab NBC bekannt, dass der Mockingbird-Lane-Pilot am 26. Oktober 2014 in Form eines Halloween-Specials gesendet werden würde. Das Special wurde von 5,47 Millionen Zuschauer gesehen und erreichte ein Zielgruppen-Rating 1,5 Prozent.
NBC-Direktor Robert Greenblatts Aussage zu der Entscheidung, Mockingbird Lane nicht als Serie ins Rennen zu schicken: „Wir entschieden uns, dass der Zusammenhalt nicht gut genug war, um als Serie zu bestehen. Es wirkte originell und einfallsreich, überzeugte letzten Endes jedoch nicht. Wir waren von der Besetzung begeistert, wollten aber nicht nur einfach eine Sitcom haben. Es sollte 60 Minuten füllen, um damit mehr Dramatik zu erhalten, als bei 30 Minuten. Es ist schwer, genau abzuwägen wie das Verhältnis von seltsam vs. übernatürlich vs. Familiendrama sein sollte. Ich denke, dass wir nicht den perfekten Mix erhalten haben.“.

## Figuren
- Jerry O’Connell als Herman Munster, den man aus den Körperteilen anderer Menschen zusammengesetzt hat. Im Gegensatz zur Originalserie, ist Hermans Äußeres kaum von einem normalen Menschen zu unterscheiden, abgesehen von den augenscheinlichen Narben. Er ist ein sehr Intelligenter Mann, mit einem sensiblen Herzen.
- Portia de Rossi als Lily Munster, die elegante Matriarchin der Familie. Ein Vampir wie ihr Vater, weist sie nicht das typische Verlangen eines Bluttrinkers auf.
- Charity Wakefield als Marilyn Munster, Lilys Nichte. Die junge Frau, welche als unansehnliches Mitglied der Familie gesehen wird, trägt ein dunkles Geheimnis mit sich. Ihre Mutter versuchte sie zu fressen, was von Grandpa jedoch verhindert wurde.
- Mason Cook als Eddie Munster, ist Lily und Hermans Sohn. Ein gewöhnlicher Junge, der nichts über den schlummernden Werwolf in ihm weiß. Als seine Eltern dazu gezwungen waren, ihm diese Neuigkeit zu offenbaren, besorgten sie ihm einen Drachen als Haustier, der ihm während seiner Verwandlung zur Seite stehen sollte.
- Eddie Izzard als Grandpa Munster. Lilys Vater – ein uralter Vampir, adeligen Geschlechts – der sich gerne als das Oberhaupt der Familie sieht. In dieser Version ein viel dunklerer Charakter als sein 1960er Pendant, scheint seine Leidenschaft für das Jagen und Töten von Menschen stark ausgeprägt.

### Gastrollen
- Cheyenne Jackson als Steve. Der verwitwete Leiter der Pfadfindergruppe, in welcher Eddie aktiv ist, wird Teil von Grandpas Plan, dessen Blut zu trinken und das Herz des Mannes als Ersatz für Hermans beschädigtes Herz zu nehmen.
- Beth Grant als Marie, die neugierige Nachbarin der Munsters.
- John Kassir als Tim, Maries Ehemann.

## Rezeption
Bei screenrant.com meint Kevin Yeoman „dass Mockingbird Lane keine sklavische Reproduktion der Sitcom der 60er Jahre ist,“ sondern „nur ein kleiner Einblick in eine Horror-Meets-Fantasy-Welt, die von der eher fruchtbaren Fantasie von Bryan Fuller zum Leben erweckt wird. Obwohl es viele schlaue Rückschläge zu der ursprünglichen Serie gibt […] scheut sich der Pilot nicht, die monströseren (wenn auch familienfreundlichen) Aspekte eines jeden Munster-Familienmitglieds zu zeigen[…]. Aber auf diese besondere Art und Weise ist Fuller allesamt süß und charmant.“